# Mikkel Hansen
Mikkel Hansen (Helsingor, 22 de outubro de 1987) é um ex-jogador de handebol profissional dinamarquês que atuava como armador esquerdo. Atuou a maior parte de sua carreira no Paris Saint-Germain.
Hansen é campeão olímpico em 2016, e em 2024, em 2020 conquistou prata. Ele é campeão mundial em 2019, 2021 e 2023, campeão europeu em 2012, sendo vice em 2014. Nos mundiais de 2011 e 2013 ficou com a medalha de prata.
Foi eleito o melhor jogador de handebol do mundo pela IHF em 2011, 2015 e em 2018.

## Carreira

### Clubes
Hansen começou a sua carreira na sua cidade natal Helsingor. De lá se mudou para jogar no Virum-Sorgenfri HK e no GOG Svendborg TGI, equipe no qual ele foi campeão dinamarquês em 2007. Em 2008 se transferiu para o Barcelona. No time espanhol foi bicampeão da Copa do Rei e vice-campeão do campeonato nacional. Também chegou à final da Liga dos Campeões da Europa 2009/2010 onde o time catalão perdeu para o THW Kiel da Alemanha por 36 a 34. Depois jogou no AG København onde foi bicampeão dinamarquês: em 2011 e 2012. No fim de 2012 acertou com o Paris Saint-Germain onde foi campeão nacional em 2013.

#### Seleção
Hansen fez sua estreia na seleção dinamarquesa em 5 de Junho de 2007, onde o seu pai Flemming Hansen também jogou. Integrou a delegação dos Jogos Olímpicos em 2008 e 2012. No Campeonato Mundial de 2011, Hansen conquistou com a seleção a medalha de prata. Com 68 gols, ele foi o artilheiro do torneio e melhor armador esquerdo da competição. Ainda em 2011 foi eleito o Melhor Jogador de Handebol. Em 2012, foi campeão Europeu com a Dinamarca. Foi também o melhor armador esquerdo da competição. Nos Jogos Olímpicos de Londres jogou com a seleção dinamarquesa até as quartas de final. No Campeonato Mundial de 2013, foi vice-campeão e também foi escolhido o jogador mais valioso da competição. No Campeonato Europeu de 2014 jogando em casa, a Dinamarca perdeu para a França e ficou com a prata. Hansen foi um dos melhores da competição. Em 2016, conquistou a medalha de ouro nos Jogos Olímpicos do Rio de Janeiro, derrotando a seleção bicampeã, França, na final por 28-26, sendo considerado a figura da partida com um total de 8 golos e o melhor jogador do campeonato.
Em 2019 conquistou com a seleção dinamarquesa o campeonato mundial, sendo o melhor jogador do campeonato e o artilheiro do mundial com 72 gols. Nos Jogos Olímpicos de Verão de 2024, em Paris, conquistou a medalha de ouro no torneio masculino do handebol, após vencer na final confronto contra a equipe alemã por 39–26.

## Principais Conquistas

### Títulos
GOG Svendborg TGI
- Campeão da Liga Nacional: 2007

Barcelona
- Bicampeão da Copa do Rei: 2009 e 2010
- Vice-campeão do Campeonato Espanhol: 2010
- Vice-campeão da Liga dos Campeões da Europa: 2010

AG København
- Bicampeão da Liga Nacional: 2011 e 2012

Paris Saint-Germain
- Campeão do Campeonato Francês: 2013
- Campeão da Copa da França: 2014
- Campeão da Supercopa da França de Handebol: 2014

Seleção Dinamarquesa
- Campeão Mundial em 2019

- Campeão Olímpico em 2016 e 2024

- Campeão Europeu em 2012

- Vice-campeão do Campeonato Europeu: 2014
- Vice-campeão do Campeonato Mundial: 2011 e 2013

### Prêmios Individuais
- Melhor jogador de handebol do mundo pela IHF: 2011, 2015 e 2018
- Melhor jogador do Campeonato Mundial: 2013 e 2019
- Melhor jogador das Olimpíadas: 2016
- Melhor armador esquerdo do Campeonato Mundial: 2011
- Melhor armador esquerdo do Campeonato Europeu: 2012, 2014 e em 2018